# 富坪駅 (咸鏡南道)
富坪駅（プピョンえき）は朝鮮民主主義人民共和国咸鏡南道定平郡に位置する朝鮮民主主義人民共和国鉄道省平羅線の駅である。

## 歴史
- 1919年12月15日：開業[1]。